# Приуральское (Костанайская область)
Приуральское (каз. Приурал, до 1990 г. — Голощёкино) — село в Карабалыкском районе Костанайской области Казахстана. Входит в состав Станционного сельского округа. Находится примерно в 16 км к северо-западу от районного центра, посёлка Карабалык. Код КАТО — 395063300.

## Население
В 1999 году население села составляло 390 человек (187 мужчин и 203 женщины). По данным переписи 2009 года, в селе проживало 250 человек (123 мужчины и 127 женщин).